# أحمق في باريس
"أحمق في باريس" (بالفرنسية: Un idiot à Paris) هو فيلم كوميدي فرنسي إنتاج عام 1967، ومن إخراج سيرج كوربيه وبطولة داني كاريل وجان لوفيفر وبرنار بليه. 

## طاقم الممثلين
- داني كاريل بدور جولييت
- جان لوفيفر في دور جوبي
- برنار بلير في دور ليون ديسرتين
- روبير دالبان في دور باتويلو
- ميشلين لوتشيوني بدور لوسيان
- فرناند بيرسيه في دور جول جرافويليير
- جان كارميت في دور إرنست جرافويليير
- ألبرت ريمي بدور رابيشون، صاحب مطعم
- برناديت لافونت بدور بيرث باتويلو
- أندريه بوس في دور سائق سيارة أجرة
- بول بريبوست في دور حارس
- فيليب أفرون بدور فرانسوا فلوتيو
- إيف روبرت مثل مارسيل بيتو
- لوسيان رايمبورغ في دور كاتول
- جين بيريز في دور جيرمين كاتول
- بيير ريتشارد في دوروكيل شرطة بودينوس

## كتب
- فيليب ريج - موسوعة مخرجي الأفلام الفرنسية، المجلد الأول 2009.

## روابط خارجية
- أحمق في باريس  في قاعدة بيانات الأفلام على الإنترنت (بالإنجليزية)